# Озеро Воронки
О́зеро Воронки́ — заповідне урочище (болотне) місцевого значення в Україні. Об'єкт природно-заповідного фонду Рівненської області.
Розташоване в межах Володимирецького району Рівненської області, на захід від села Воронки.
Площа 23 га. Статус надано згідно з рішенням облвиконкому № 98 від 18.06.1991 року. Перебуває у віданні Воронківської сільської ради.
Статус надано з метою збереження частини природного комплексу в акваторії та прибережній заболочені зоні озера Воронки. Зростають осока-кругляк, осока здута, образки болотні, осока багнова, росичка середня, шейхцерія болотна, ситник бульбистий тощо.
Озеро є однією з найбільших водойм району. На берегах озера виявлено червонокнижну для України рослину — молодильник озерний, зникнення якого пов'язують з промисловим або побутовим забрудненням водойм. Серед багатьох озер Рівненщини, великих і малих, молодильник знайдено лише на одному, Воронківському. Саме тут знаходить потрібні для свого життя умови: чисту, маломінералізовану воду, що має слабокислу реакцію.
Та й берег цього озера незвичайний: лише в одному місці є невелика смуга піщаного пляжу, більша ж його частина оточена хитким плавом різної ширини. Навкола озера — смуга болота. Тут можна натрапити на такі рослини, як осока-кругляк, осока здута, образки болотні, осока багнова, росичка середня, шейхцерія болотна. А ще у прибережній смузі виявлено непоказну на вигляд рослину — ситник бульбистий. Це нове для України місцезнаходження рідкісного західноєвропейського виду. За плавом — старий сосновий бір, типовий для північної частини області, вище — зеленомоховий, нижче — заболочений. Ростуть тут два види чагарникових верб: розмаринолиста, тендітна, з вузенькими листочками, та чорніюча, більш рідкісна.

## Пляжі
Навколо озера розташовано декілька пляжів:
Пісочок
Брудок
Біля доміка
Кошарки

## Риба
У водоймі водяться такі риби як: лин, щука, окунь. Це традиціній риби для цього озера, які довгий час були основними представниками риб у водоймі. Зовсім незначною кількістю був представлений карась. 
Проте в кінці 2010-х на початку 2020-х жителями села Воронки було внесено зміни в склад рибного світу озера. Спочатку був завезений у водойму канальний сом. Він гарно прижився і розплодився до великої кількості особин. Водойма була заповене канальним сомом. Дійшло до того що місцеві рибалки проводили цілеспрямовані вилови сома, щоб зменшити його популяцію.

## Галерея

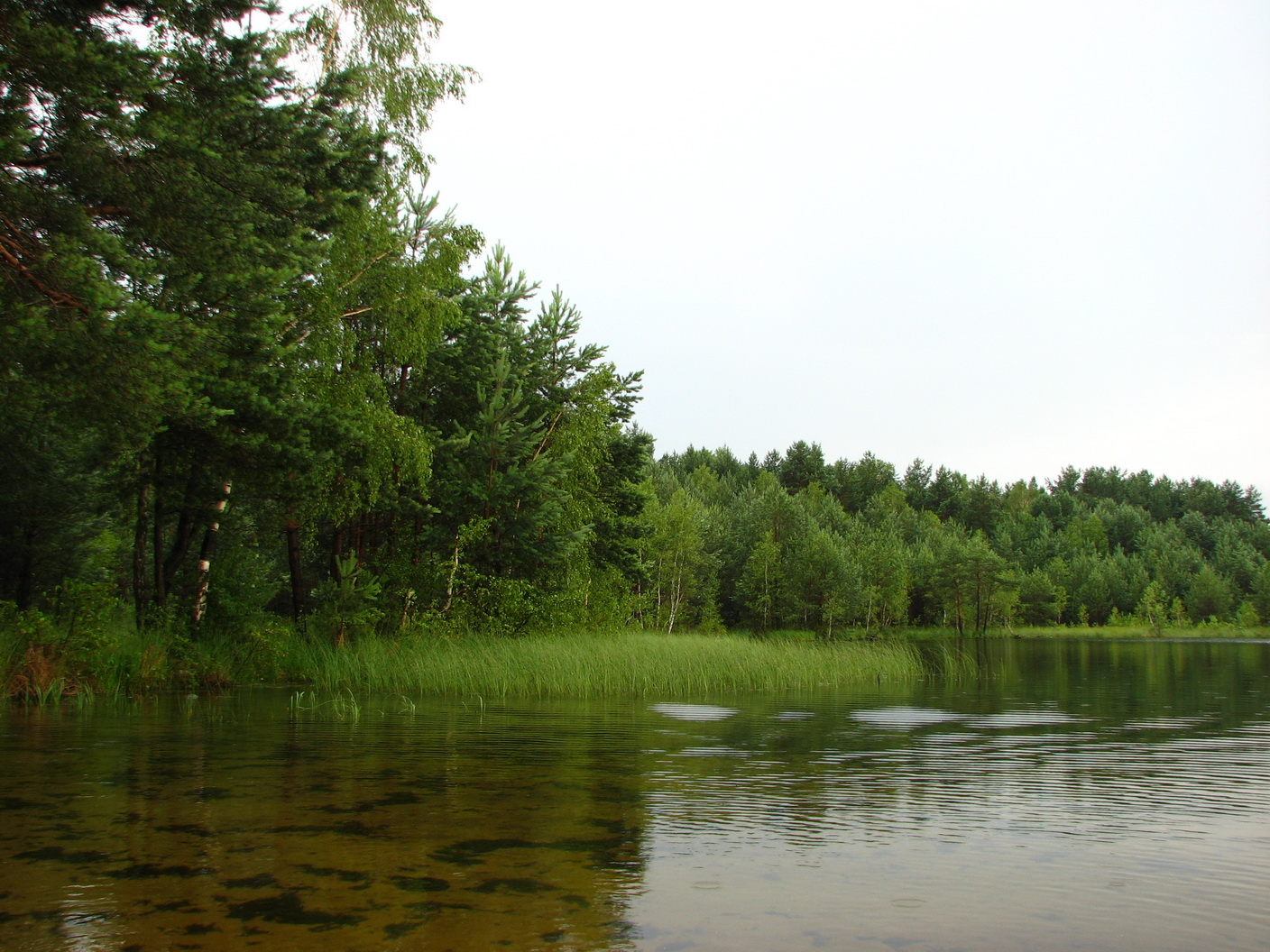
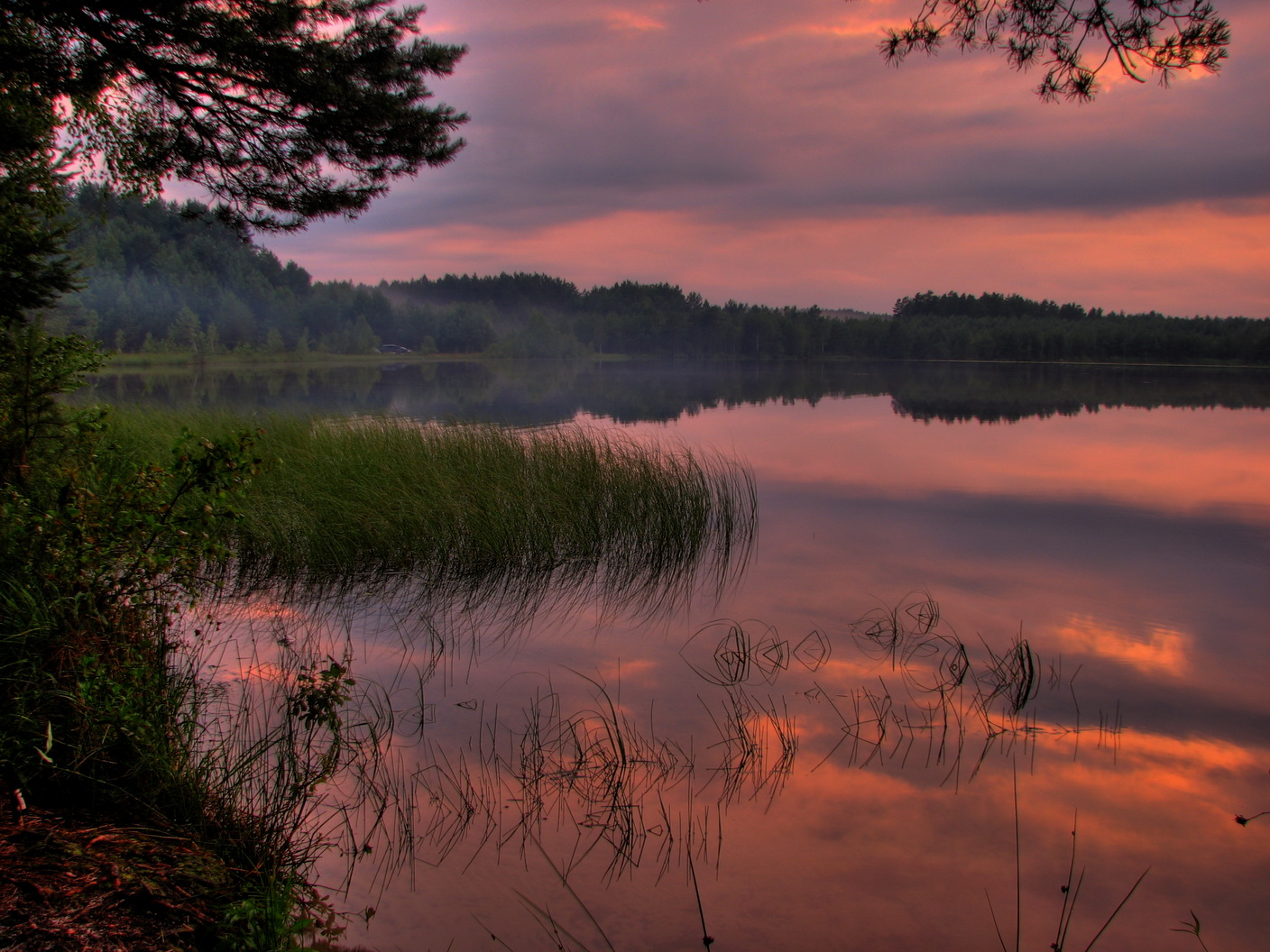
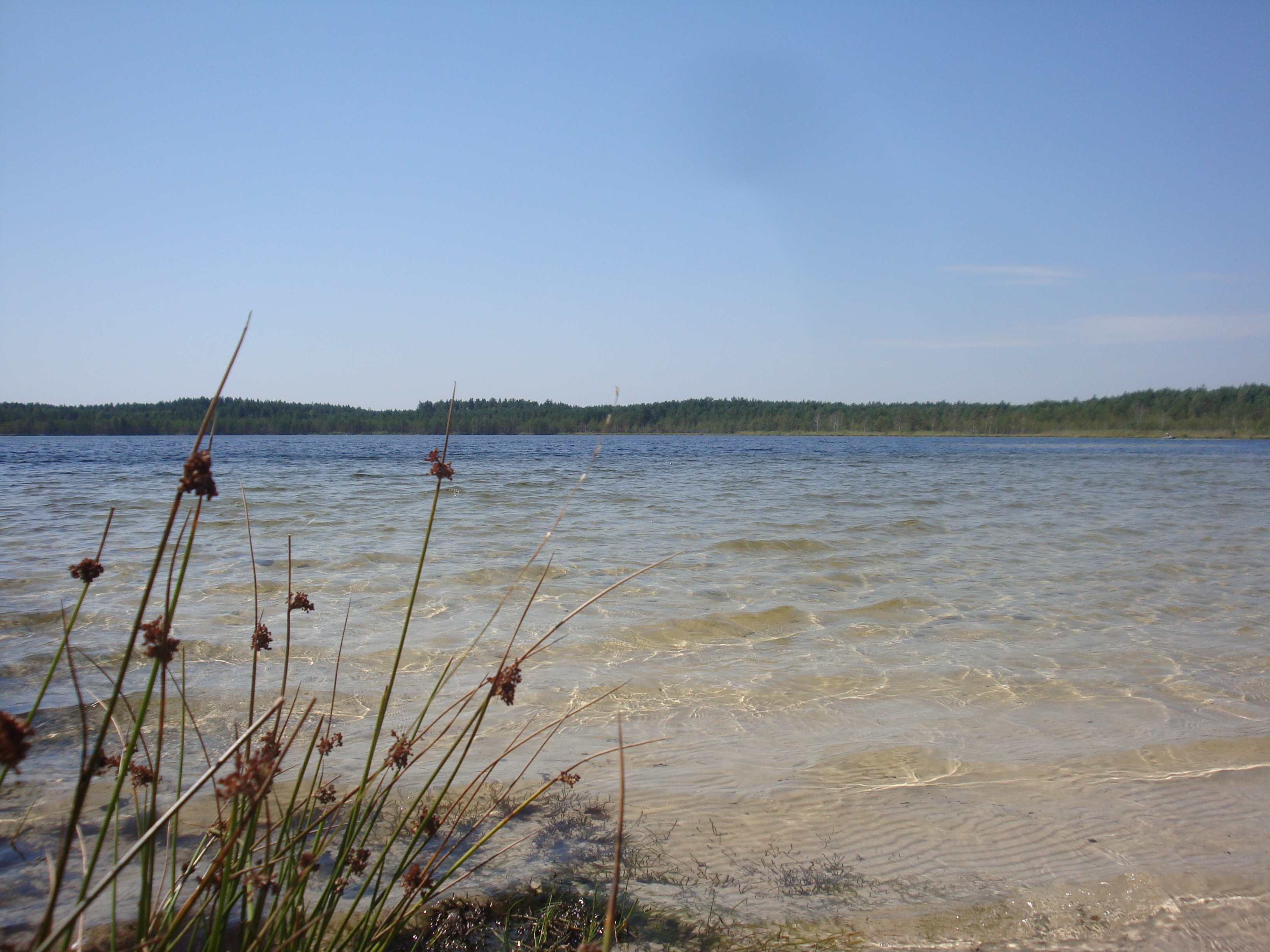